# (326) Tamara

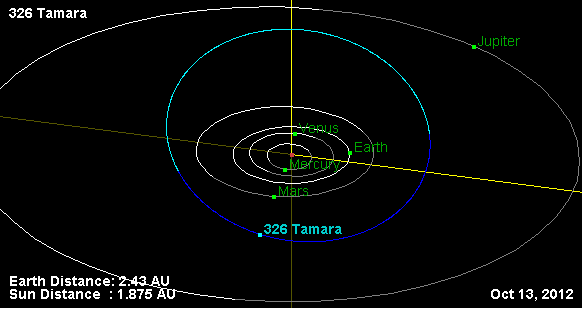

(326) Tamara est un astéroïde de type C faisant partie de la ceinture principale, probablement composé de matière carbonacée. Il a été découvert par Johann Palisa le 19 mars 1892 à Vienne.